# Forever (Justin Bieber)
Forever è un brano musicale del cantante canadese Justin Bieber, settima traccia del suo quinto album in studio Changes.
Il brano, che vede la partecipazione dei rapper statunitensi Post Malone e Clever, è stato scritto dai tre interpreti con Louis Bell, Ali Darwish, Billy Walsh, Jason "Poo Bear" Boyd e Bernard Harvey, ed è stato prodotto da questi ultimi due.

## Formazione
Musicisti
- Justin Bieber – voce
- Post Malone – voce aggiuntiva
- Clever – voce aggiuntiva
- Bernard Harvey – tastiera

Produzione
- James "Poo Bear" Boyd – produzione
- Bernard Harvey – produzione
- Josh Gudwin – produzione vocale, ingegneria acustica
- Chris "Tek" O'Ryan – ingegneria acustica
- Louis Bell – produzione voce Post Malone, registrazione voce Post Malone, missaggio
- Chenao Wang – assistenza all'ingegneria acustica

## Successo commerciale
In seguito alla pubblicazione di Changes, Forever ha fatto il suo ingresso alla 29ª posizione della Official Singles Chart britannica ed ha accumulato 17 158 unità di vendita nella sua prima settimana.

## Classifiche
| Classifica (2020) | Posizione massima |
| ----------------- | ----------------- |
| Australia         | 29                |
| Austria           | 28                |
| Canada            | 20                |
| Danimarca         | 17                |
| Estonia           | 26                |
| Francia           | 111               |
| Germania          | 56                |
| Grecia            | 28                |
| Irlanda           | 23                |
| Italia            | 67                |
| Lettonia          | 55                |
| Lituania          | 30                |
| Norvegia          | 21                |
| Nuova Zelanda     | 32                |
| Paesi Bassi       | 31                |
| Portogallo        | 48                |
| Regno Unito       | 29                |
| Repubblica Ceca   | 24                |
| Singapore         | 24                |
| Slovacchia        | 15                |
| Spagna            | 93                |
| Stati Uniti       | 24                |
| Svezia            | 10                |
| Svizzera          | 33                |
| Ungheria          | 23                |